# El Temaxcal
El Temaxcal är en ort i Mexiko.   Den ligger i kommunen Tlacuilotepec och delstaten Puebla, i den sydöstra delen av landet, 160 km nordost om huvudstaden Mexico City. El Temaxcal ligger 715 meter över havet och antalet invånare är 105.
Terrängen runt El Temaxcal är kuperad. Runt El Temaxcal är det ganska tätbefolkat, med 149 invånare per kvadratkilometer. Närmaste större samhälle är Huehuetla, 7,6 km väster om El Temaxcal. I omgivningarna runt El Temaxcal växer huvudsakligen savannskog.